# Medaille „Für die Einnahme Königsbergs“

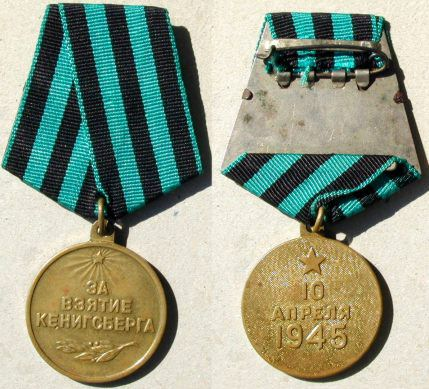
Avers und Revers der Medaille

Die Medaille „Für die Einnahme Königsbergs“ (russisch Медаль За взятие Кенигсберга) war eine sowjetische Auszeichnung während des Zweiten Weltkrieges im Zuge der Schlacht um Ostpreußen, die zur Eroberung der Stadt Königsberg durch die Rote Armee führte. Ihre Stiftung erfolgte durch Josef Stalin am 9. Juni 1945. Die Verleihung erfolgte an all jene Angehörigen der Roten Armee, die vom 23. Januar bis 10. April 1945 an der Einnahme Königsbergs beteiligt waren. Mit Stand 1987 hatten etwa 760.000 Personen die Medaille erhalten.
Siehe auch: Kategorie:Träger der Medaille „Für die Einnahme Königsbergs“

## Aussehen und Trageweise
Die bronzefarbene Medaille zeigt auf ihrem Avers mittig die dreizeilige Inschrift За взятие Кенигсберга (Für die Einnahme Königsbergs). Darunter liegt ein nach links gerichteter Lorbeerzweig mit Früchten. Über der Inschrift strahlt ein Sowjetstern. Das Revers zeigt die dreizeilige Inschrift 10 / Апреля / 1945 (10. April 1945), welches für die Einnahme der Stadt steht. Darüber ist ebenfalls ein Sowjetstern dargestellt.
Getragen wurde die Medaille an der linken oberen Brustseite des Beliehenen an einer langgestreckten pentagonalen stoffbezogenen Spange, deren Grundfarbe Türkis ist. In dieses Band sind senkrecht drei gleich breite schwarze Mittelstreifen eingewebt. Die dazugehörige Interimsspange ist von gleicher Beschaffenheit.